# La Codina (Vic)
la Codina és un mas al nord-oest del nucli de Sentfores (Osona) protegida com a bé cultural d'interès local. Aquest mas formava part de l'antiga quadra o terme de Sant Joan del Galí o de Riuprimer, formada per prop de vint-i-quatre masos, molts dels quals encara es conserven. Aquests es consideraven de Sentfores i de la parròquia de Santa Eulàlia de Riuprimer o sufragània de Sant Joan del Galí. Aquest mas, d'estructura senyorial, de casa pairal forta, ha sofert diverses etapes constructives que es poden datar als segles xvii (1658), XVIII (1728) i XIX (1890).

## Masia
Masia que consta de tres cossos. El central té el carener perpendicular als dels cossos laterals i consta de planta baixa i tres pisos, té finestres de tipus conopial i al centre s'eleva una llanterna. La façana es troba orientada al Sud-oest i pertany també al cos central. Formant angle recte s'hi adossa un cos de porxos, a la part superior dels quals s'obren uns arcs rebaixats sostinguts per pilars i amb baranes de fusta. Aquests es comuniquen amb el cor de la capella a la qual s'uneixen per aquest sector. Hi ha un portal que tanca la masia, la capella, les dependències agrícoles i la lliça. Aquest portal s'uneix al mas mitjançant un cos de porxos.
L'estat de conservació és bo. Actualment li caldria una millora a la façana.

## Capella
La capella de la Puríssima, va unida històricament al mas la Codina. Està dedicada a la Puríssima i a Sant Sebastià. Segurament ha experimentat diverses fases de construcció, ja que el retaule data del segle xviii i el campanar del 1861.
La capella de la Puríssima, edifici religiós de nau única amb l'absis poligonal orientat a ponent, el qual s'hi adossen uns corrals per al bestiar i a l'altra part continua el cos de la casa, la qual s'uneix mitjançant els porxos. La façana es troba orientada a llevant i al davant hi ha un petit cos que sobresurt i protegeix l'entrada. Al centre de la façana hi ha un òcul, al damunt una fornícula viuda i el capcer, triangular, és coronat per un campanaret d'espadanya, el qual encara conserva la campana. Al la part superior dels murs de la nau s'hi obren uns òculs ovalats. Es construïda amb pedra i totxos arrebossada al damunt. A l'interior, decorat amb relleus d'estuc, hi ha uns atlants que sostenen mènsules i s'hi conserva un retaule barroc de la puríssima del segle xviii. L'estat de conservació és bo.